# Бони Ротън
Бони Ротън (на английски: Bonnie Rotten) е артистичен псевдоним на Алейна Хикс (Alaina Hicks) – американска порнографска актриса, режисьор и продуцент на порнографски филми, фетиш модел и екзотична танцьорка.
Тя е първата алтернативна порноактриса, която печели AVN наградата за изпълнителка на годината.

## Ранен живот
Родена е на 9 май 1993 г. в град Хамилтън, щата Охайо, САЩ и израства в град Синсинати. Тя е от смесен етнически произход – италиански, германски, полски и еврейски.
В ученическите си години се изявява като мажоретка, участва в ученическия съвет и в хор, има отличен успех в училище. На 15-годишна възраст си прави множество татуировски, покриващи голяма част от тялото ѝ. Първата ѝ работа е като продавачка в магазин за скейтборд обувки. Когато е на 17 години започва да работи като модел на автомобилни шоута. Работи и като стриптизьорка и промо момиче.

## Кариера
Дебютира като актриса в порнографската индустрия през март 2012 г., когато е на 19-годишна възраст.
През септември 2012 г. увеличава размера на гърдите си, чрез поставяне на импланти.
Трофейно момиче е на церемонията по връчване на наградите на AVN през януари 2013 г.
През 2013 г. американският таблоид „LA Weekly“ я поставя на 5-о място в списъка си на „10-те порнозвезди, които могат да бъдат следващата Джена Джеймисън“.
През 2014 г. печели наградата на AVN за изпълнителка на годината. Същата година създава своя продуцентска компания – „Mental Beauty“, като сключва договор за дистрибуция с „Girlfriends Films“. Започва да се изявява и като режисьор на порнографски филми, като дебюта ѝ е с филма „До мозъка на костите“.
В средата на 2015 г. спира да прави секс сцени с мъже и се концентрира само върху сцени с жени и режисура на порофилми. През октомври същата година сключва договор с агенцията „The Lee Network“, която да я представлява и да ѝ осигурява участия като екзотична танцьорка.
Включена е в списъците за 2014 и 2015 г. на „Мръсната дузина: най-популярните звезди в порното (най-големите звезди на порното)“ на телевизионния канал CNBC.
Обявява се като противничка на законодателните реформи в щата Калифорния, предвиждащи задължителната употреба на кондоми в порнографската индустрия.

## Изяви извън порноиндустрията
Участва във видеоклиповете на песните „Casual Sex“ на рок групата My Darkest Days, „Turn Up The Music“ на Крис Браун, „Kiss Land“ на групата The Weeknd и „Let's Fuck“ на Piece By Piece.

## Личен живот
В средата на 2015 г. обявява, че е бременна.

## Награди и номинации
Носителка на награди
- 2013: NightMoves награда за най-добра звезда в социалните медии.[25]
- 2013: The Sex награда за най-горещо ново момиче.[26]
- 2013: Inked награда за изпълнителка на годината.[27]
- 2013: Inked награда за сцена на годината – „Генгбенгът на Бони Ротън“.[27]
- 2014: AVN награда за изпълнителка на годината.[13]
- 2014: XCritic награда за изпълнителка на годината.[28]
- 2014: XRCO награда за супермръсница.[29]
- 2014: NightMoves награда за най-добра изпълнителка (избор на феновете).[30]
- 2014: Venus награда за най-добра международна актриса.[31]
- 2014: Exotic Dancer награда за порнографска изпълнителка на годината.[32]
- 2015: AVN награда за най-извратена изпълнителка (награда на феновете).[33]
- 2016: NightMoves награда за тройна игра (изпълнител, режисьор и продуцент).[34]

Номинации за индивидуални награди
- 2013: Номинация за AVN награда за най-добра нова звезда.[35]
- 2013: Номинация за XRCO награда за нова звезда.[36]
- 2014: Номинация за XBIZ награда за изпълнителка на годината.[25]
- 2014: Номинация за Erotic Lounge награда за най-добра актриса.[25]
- 2014: Номинация за XRCO награда за изпълнителка на годината.[37]
- 2014: Номинация за XRCO награда за оргазмен оралист.[37]
- 2014: Номинация за XRCO награда за оргазмен аналист.[37]
- 2015: Номинация за AVN награда за изпълнителка на годината.[38]
- 2015: Номинация за XBIZ награда за изпълнителка на годината.[39]